# Coregonus baunti
Coregonus baunti is een straalvinnige vissensoort uit de familie van de zalmen (Salmonidae).De wetenschappelijke naam van de soort is voor het eerst geldig gepubliceerd in 1948 door F. B. Mukhomediyarov en toen beschreven als ondersoort van Coregonus sardinella. Het is een soort houting die voorkomt in Siberië.